# Papilio anactus
Papilio anactus, hay Dainty Swallowtail, Dingy Swallowtail là một loài bướm ngày kích thước trung bình thuộc họ Papilionidae. Đây là loài đặc hữu của Úc.

## Hình ảnh

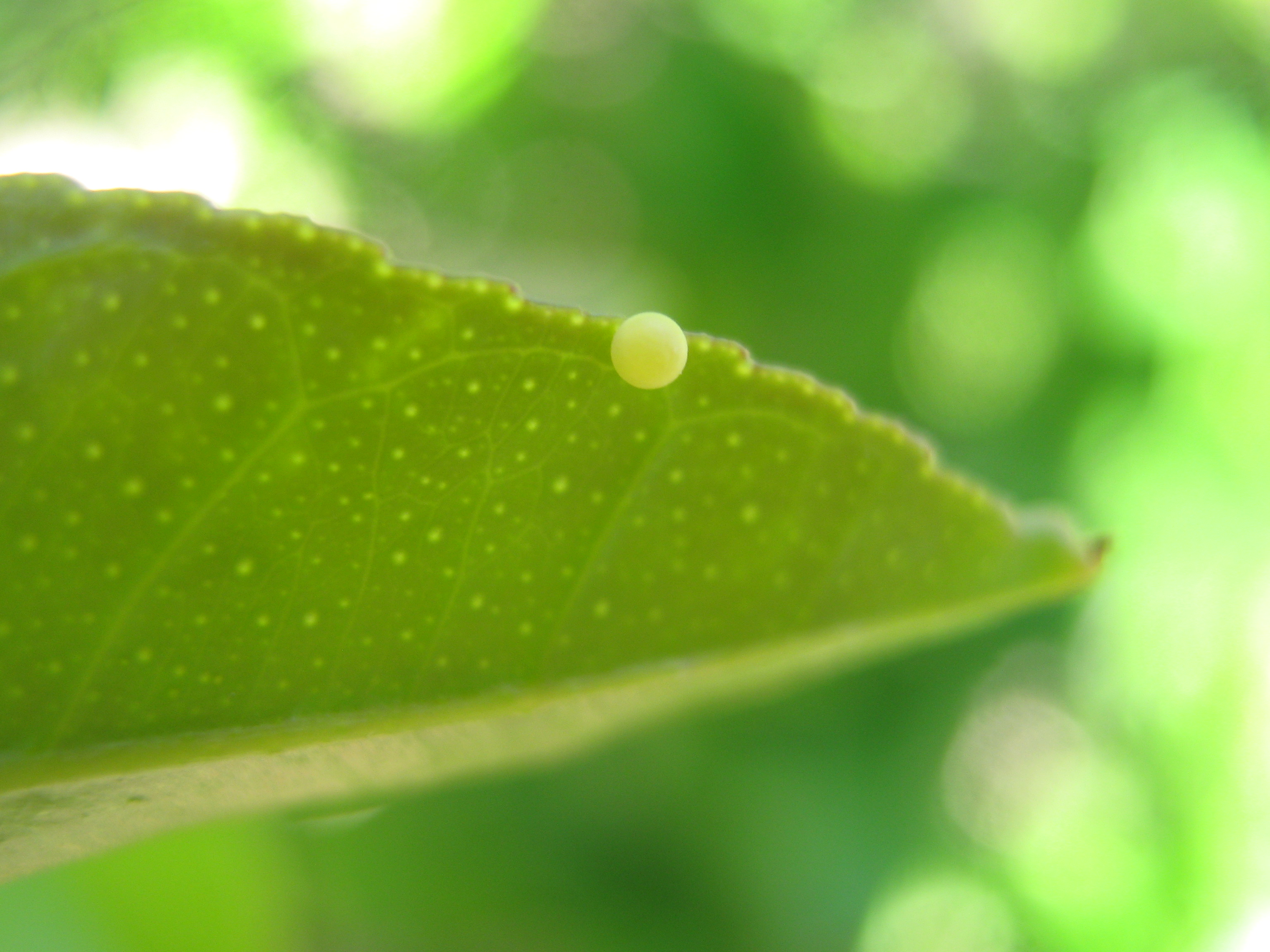
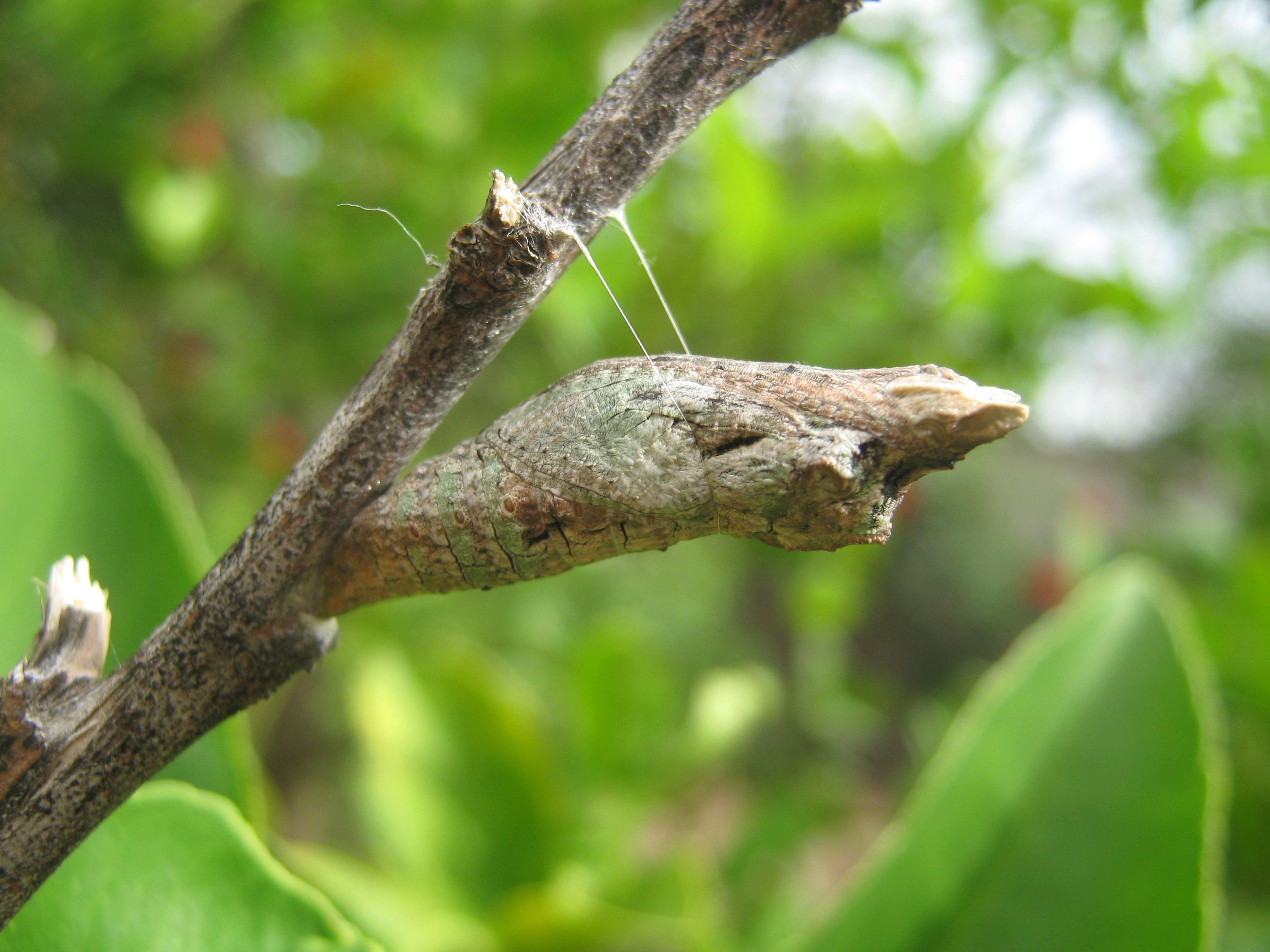
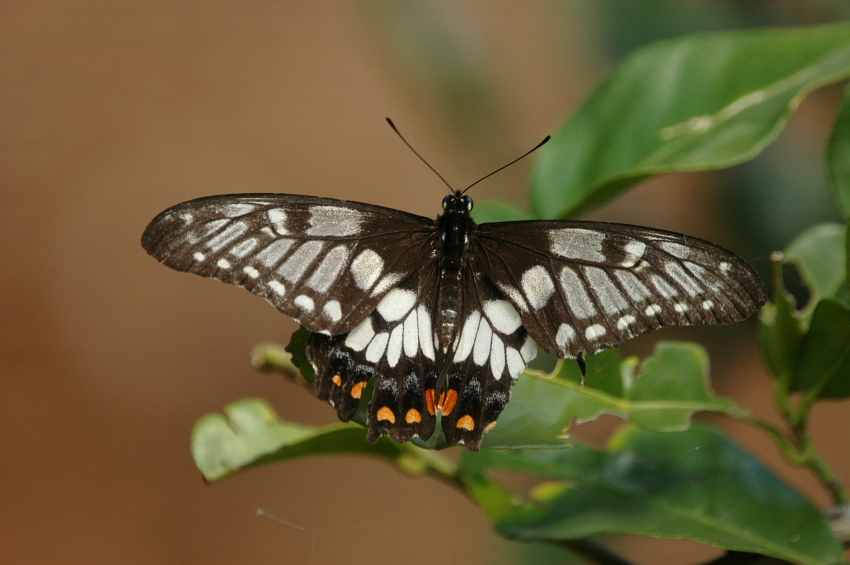
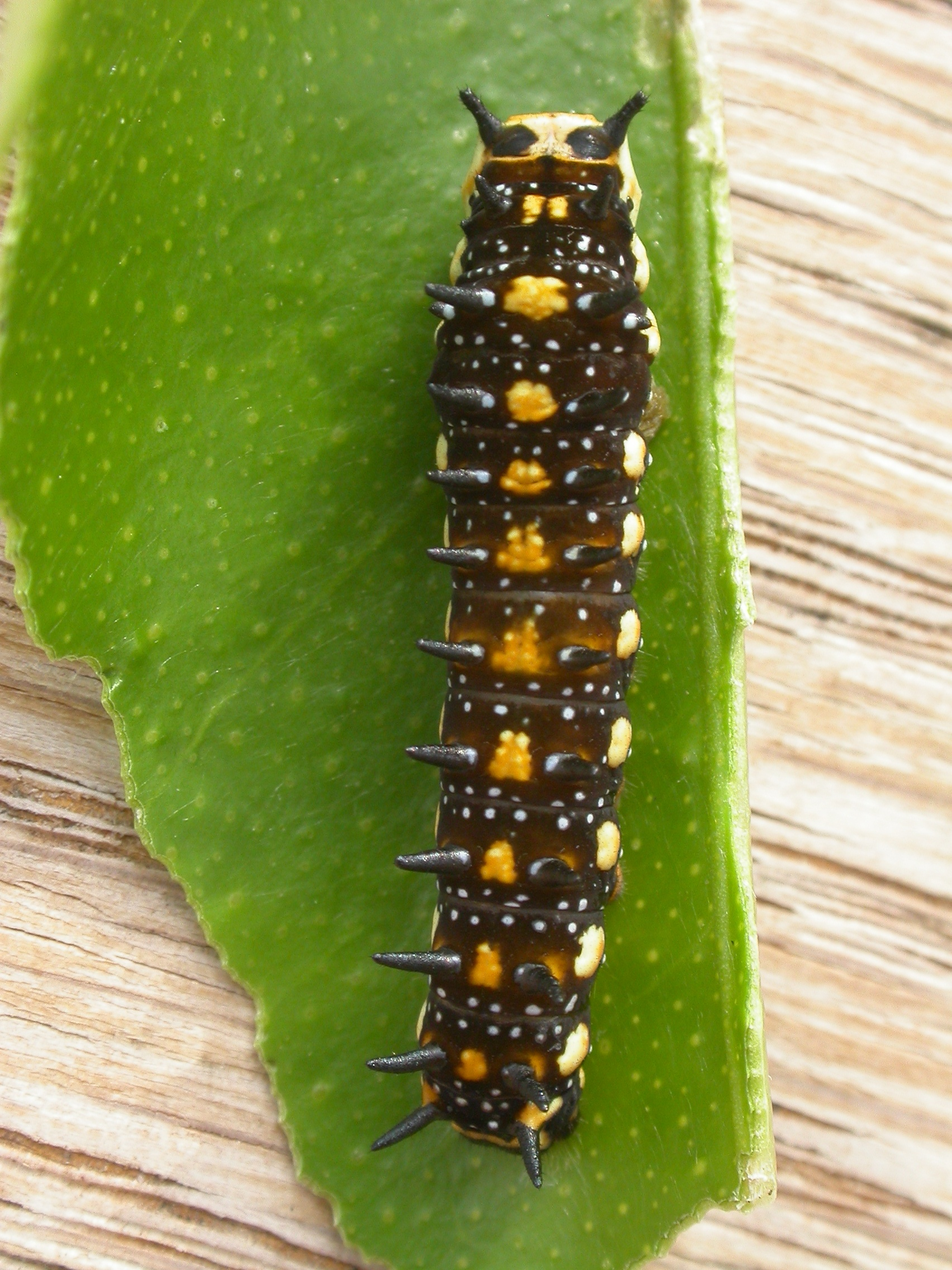